# Thetis (Täuschkörper)

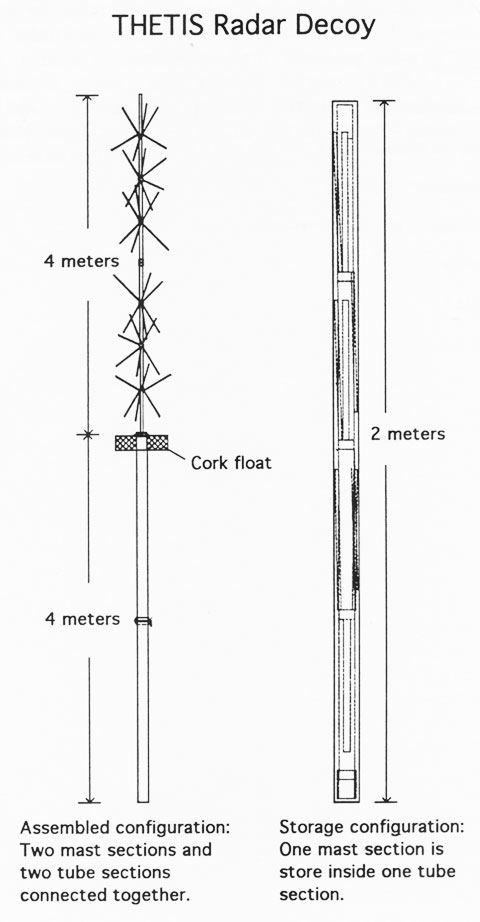
Amerikanische Zeichnung des deutschen Thetis-Systems.

Thetis, eigentlich „Funkmeß-Täuschungsgerät“ (FuMT), war im Zweiten Weltkrieg der deutsche Deckname für ein von der Kriegsmarine hauptsächlich im Jahr 1944 eingesetztes Täuschmittel, das den Radargeräten der Alliierten falsche Positionen von Seefahrzeugen („Scheinziele“), insbesondere von U-Booten, vorgaukeln sollte.
Der Name leitet sich aus der griechischen Mythologie von der Meeresnymphe Thetis ab.

## Prinzip
Im Prinzip handelte es sich beim Täuschkörper Thetis um eine stabförmige Boje, die in zerlegtem Zustand, bestehend aus zwei Rohren und zwei Stäben, von deutschen U-Booten mitgeführt wurde. Die Länge der Einzelteile betrug jeweils zwei Meter. Zum Zusammenbau wurden sie an Bord, zumeist im Turm des Boots, zusammengesteckt und ergaben dann eine Gesamtlänge von acht Metern. In der Mitte befand sich ein Schwimmkörper aus Kork. Durch die untere Hälfte der Konstruktion wurde der Täuschkörper senkrecht im Wasser gehalten. Die leichtere obere Hälfte war mit Radarreflektoren unterschiedlicher Längen bestückt, die auf die Wellenlänge der zu täuschenden Radargeräte abgestimmt waren. Thetis wurde dann an geeigneten Positionen auf Hoher See, hauptsächlich in der Biskaya, ausgesetzt.
Aufgefasst werden kann Thetis als Pendant zu dem von der Luftwaffe eingesetzten Düppel, einer vergleichbaren Maßnahme zur Radartäuschung, bei der Metallstreifen geeigneter Länge in der Luft verteilt wurden, dann Radarsignale zurückstreuten und so Luftziele vortäuschten.
Die Kriegsmarine verwendete darüber hinaus bereits seit Mitte 1943 ein zu Thetis ähnliches System, genannt Aphrodite, bei dem statt einer Boje ein Fesselballon zum Einsatz kam.